# Canon EOS D6000
Canon EOS D6000 (Kodak DCS 560) — 6-мегапиксельный цифровой однообъективный зеркальный фотоаппарат, разработанный компанией Kodak на базе плёночного фотоаппарата Canon EOS-1N. Был выпущен в декабре 1998 года, через 9 месяцев после выпуска EOS D2000 и продавался компаниями Canon и Kodak под названиями EOS D6000 и DCS 560 соответственно, по цене 28 500 долларов США (на старте продаж).

## Особенности конструкции
EOS D6000 отличается от EOS D2000 повышенным разрешением в 6 мегапикселей против 2 у старой модели, благодаря новой матрице увеличенного размера APS-H, однако из-за этого снижена скорость серийной съёмки (менее 1 кадр/с против 3,6 кадр/с) при ёмкости буфера всего 4 кадра. Кроп-фактор аппарата составляет 1,3×, сужая поле зрения стандартных объективов Canon EF.
Так же, как и EOS D2000, EOS D6000 базируется на плёночном фотоаппарате EOS-1N с цифровым задником фирмы Kodak.
EOS D6000 и EOS D2000 стали последними из камер, произведённых совместно фирмами Kodak и Canon. Kodak продавала их как минимум до 2001 года. В том же году компанией Canon была выпущена первая самостоятельно изготовленная цифровая зеркальная камера профессионального класса — Canon EOS-1D.

## Совместимость
Камера совместима со всеми объективами Canon EF (но не EF-S) и вспышками Canon Speedlite.